# Дубина, Олег Викторович
Оле́г Ви́кторович Дуби́на (укр. Олег Вікторович Дубина; род. 20 марта 1959, Елизаветовка, Днепропетровская область) — украинский государственный деятель. В 1999-2001 гг. гендиректор "Криворожстали". В 2001-2002 гг. вице-премьер в правительствах Виктора Ющенко и Анатолия Кинаха, в 2002-2003 гг. советник президента Леонида Кучмы, затем до лета 2004 года занимал пост первого замсекретаря СНБО. С 24 декабря 2007 года по 2 марта 2010 председатель правления НАК «Нафтогаз Украины».
Лауреат Государственной премии Украины в области науки и техники (2001). Заслуженный металлург Украины (2006).

## Биография
В 1982 году окончил Днепродзержинский индустриальный институт как специалист по технологии чёрных металлов. В 1999 году получил диплом Днепродзержинского государственного технического университета по специальности «Менеджмент организаций». Кандидат технических наук.
- В 1976—1977 — ученик модельщика, слесарь-электрик на Днепровском металлургическом комбинате (Днепродзержинск). По окончании вуза вернулся туда же, три года работал агломератчиком, мастером, начальником смены.
- 1985—1986 — преподаватель Днепродзержинского политехникума.
- 1986—1993 — мастер, старший мастер, инженер Днепровского меткомбината.
- 1993—1996 — помощник директора Днепровского филиала «Интермонтаж Кам» совместного советско-швейцарского предприятия «Демос», заместитель гендиректора АО «Интермонтаж» (Днепродзержинск).
- 1996—1998 — начальник бюро, замначальника отдела, первый заместитель генерального директора Днепровского меткомбината по вопросам экономики.
- 1998—1999 — зампредседателя правления, глава правления ОАО «Алчевский металлургический комбинат».
- С ноября 1999 по январь 2001 руководил Криворожским государственным горно-металлургическим комбинатом «Криворожсталь».
- С января по май 2001 — Вице-премьер-министр Украины по вопросам промышленной политики в правительстве Виктора Ющенко.
- С мая 2001 по ноябрь 2002 — Первый вице-премьер-министр Украины в Кабмине Анатолия Кинаха.
- Параллельно, в 2000—2003, был председателем наблюдательного совета ОАО «Ощадбанк», главой набсовета ГАК «Украинские полиметаллы», членом наблюдательного совета НАК «Нафтогаз Украины».
- С декабря 2002 по сентябрь 2003 — советник Президента Украины Леонида Кучмы. Затем до июня 2004-го занимал пост первого заместителя Секретаря Совета национальной безопасности и обороны Украины (СНБОУ).
- Олег Синельников летом 2003 года отмечал, что Дубина "пользовался личным расположением президента и имел репутацию антикризисного менеджера государственного масштаба"[1].
- С февраля 2004 по февраль 2005 гг. — президент НАК «Энергетическая компания Украины».
- С июня 2005 — гендиректор ОАО «Днепровский металлургический комбинат им. Дзержинского».
- На парламентских выборах-2006, будучи руководителем Днепровского меткомбината, Олег Дубина баллотировался в народные депутаты от Народного блока Литвина (№ 25 в списке). Блок не сумел преодолеть проходной барьер.
- 24 декабря 2007 года назначен председателем правления НАК «Нафтогаз Украины» (по квоте БЮТ). После обострения газового кризиса в отношениях между «Нафтогазом Украины» и «Газпромом» в январе и июне 2009 года попадал в больницу с острыми состояниями сердца[2].
- С 2009 года по 17 июня 2010 года возглавлял наблюдательный совет Укргазбанка (после того, как государство стало собственником банка)[3]. По свидетельству его преемника на этом посту Виктора Ивченко: "Фактически довольно давно, уже несколько месяцев, он [Дубина] переложил эту функцию [главы набсовета] на Андрея Кравца (тогдашний заместитель министра финансов – прим.)"[4].
- 2 марта 2010 года ушёл с поста председателя правления НАК «Нафтогаз Украины» по собственному желанию.
- 18 апреля 2019 года, накануне второго тура президентских выборов на Украине, стало известно, что О. Дубина является, как называет его "Радио Свобода", старшим экономическим советником команды Владимира Зеленского. По данным источников "Эспрессо TV", в случае избрания последнего президентом, О. Дубина может стать секретарем СНБО[5]. Однако в тот же день от команды Зеленского поступило опровержение всей этой информации[6].

Среди наград также Орден «За заслуги» III (1999) и II степеней.
Женат, имеет сына и дочь. Увлекается рыбной ловлей.